# Bruno Zuculini
Bruno Romualdo Zuculini (Belén de Escobar, 2 de abril de 1993) es un futbolista argentino que se desempeña como centrocampista y actualmente milita en Racing Club de la Primera División de Argentina.
Su carrera profesional comenzó en Racing Club, al igual que la de su hermano Franco. Allí fue considerado una de las grandes promesas que había en la configuración juvenil del predio Tita Mattiussi junto a Luciano Vietto, Valentín Viola, Rodrigo De Paul, Ricardo Centurión, Luis Fariña, entre otros. Zuculini, junto a los mencionados, fueron denominados por los medios especializados como «los cinco fantásticos».
Más tarde, sería transferido al Manchester City Football Club de la Premier League, con el cual permaneció hasta 2017. Sin continuidad en el club inglés, fue fichado a préstamo por Valencia CF (2014), Córdoba CF (2015), Middlesbrough FC (2015), AEK Atenas (2016), Rayo Vallecano (2016) y Hellas Verona FC, al cual finalmente fue transferido. 
Su paso más destacado lo tuvo en River Plate entre 2018 y 2023, donde consiguió dos campeonatos (2021 y 2023), cinco copas nacionales (Supercopa Argentina en 2017 y 2019; Copa Argentina en 2018-19, y el Trofeo de Campeones en 2021 y 2023) y dos copas Conmebol (Copa Libertadores 2018 y Recopa Sudamericana 2019). En 2024 regresó a Racing Club, con el que ganó la Copa Sudamericana 2024 y la Recopa Sudamericana 2025.

## Trayectoria

### Racing Club
Comenzó su carrera en el fútbol infantil en Racing Club, años después debutó en la Primera División el 13 de febrero de 2010, en la derrota de su equipo ante Gimnasia y Esgrima La Plata por 1 a 0 en La Plata. En Racing jugó junto a su hermano mayor, Franco, en la temporada 2010/11. Marcó su primer gol como profesional en la derrota de Racing Club ante Atlético de Rafaela por 4 a 2 por la 18.ª fecha del Torneo Clausura 2012. Marcó su primer doblete en la victoria de Racing por 4 a 1 frente a San Lorenzo de Almagro por la novena fecha del Torneo Final 2013.

### Manchester City
A principios del año 2014 es fichado por el millonario club Manchester City dirigido por el técnico Manuel Pellegrini, pero permanecería 6 meses más en Racing Club para llegar al club inglés en junio de dicho año. En julio de 2014 marca su primer gol con el City, siendo titular en un torneo amistoso de pretemporada contra el Sporting Kansas City. Su debut se produjo el 10 de agosto frente al Arsenal por la Community Shield, ingresando por Yaya Touré en lo que sería derrota 3-0 en Wembley. Tras la llegada al club del futbolista Frank Lampard y la sanción que la UEFA impuso a la entidad de reducir el número de fichas de futbolistas a 21 para disputar la UEFA Champions League por incumplir el Fair Play financiero hicieron que el club inglés se planteara la cesión del futbolista, por 6 meses o quizá toda la temporada. El técnico Pellegrini deseaba que si salía cedido fuese a un club de la Premier League, pero finalmente se optó porque saliera cedido a un club español.

### Valencia CF
Tras una primera opción de ceder a Zuculini al Deportivo de La Coruña, donde se aseguraría disfrutar de minutos de juego, la presión del futbolista por jugar junto a su excompañero en Racing Club, Rodrigo De Paul, y el interés de Roberto  Ayala (miembro de la dirección deportiva valencianista) hizo que finalmente la cesión fuese al nuevo Valencia Club de Fútbol del millonario Peter Lim y dirigido por el técnico portugués Nuno Espírito Santo.
Hizo su debut en la segunda jornada de Liga, el 29 de agosto de 2014, en Mestalla frente al Málaga CF, sustituyendo en el descanso al portugués André Gomes que estaba amonestado con tarjeta amarilla. El resultado final fue de 3-0 para los valencianistas. Esos fueron los únicos 45 minutos que el futbolista disputó con el Valencia, puesto que el resto de la competición no contó en absoluto para el técnico, y el club pasó a estar algo decepcionado con el jugador. Aun así, a pesar de ser descartado en muchas convocatorias, el futbolista mantuvo el ánimo y el buen ambiente con el resto de la plantilla, especialmente con sus compatriotas Rodrigo De Paul y Nicolás Otamendi.
Ante las nulas oportunidades que le ofrecía el técnico valencianista, el Manchester City le comunica oficialmente a Zuculini a finales de diciembre que su cesión en Valencia finalizará en enero, aprovechando así el mercado de invierno para intentar cederlo a otro club donde pueda disfrutar de minutos. Finalmente el 30 de enero de 2015 se hace oficial el fin de su cesión en el Valencia CF.

### Córdoba CF
El 30 de enero de 2015 se hace oficial la cesión del futbolista en el mercado de invierno al  Córdoba Club de Fútbol de la Primera División de España para disputar la segunda parte de la temporada 2014/15. Estuvo a las órdenes del técnico serbio Miroslav Djukic. Su debut se produjo el 8 de febrero en el Nuevo Arcángel disputando la 22.ª jornada frente la U. D. Almería, luciendo el dorsal 20, entrando al terreno de juego en el minuto 63 en sustitución de Fausto Rossi, y sin poder evitar la derrota de su equipo por 1-2.
Tras participar en sólo ocho partidos, y con poco éxito, jugó su último encuentro en la jornada 29.ª debido a que se lesionó de gravedad durante un entrenamiento del 7 de mayo, rompiéndose el menisco interno de la rodilla derecha, con lo cual el Córdoba CF decide poner fin a su cesión y el futbolista regresa a Mánchester para ser sometido a una intervención quirúrgica y recuperarse.

### Middlesbrough FC
Empezó la temporada 2015/16 a las órdenes de Manuel Pellegrini en el Manchester City pero no llegó a disputar ningún partido oficial, así que en el mes de octubre llegó un mes en calidad de cedido al Middlesbrough FC de la Championship, la segunda división inglesa, y en noviembre ampliaron su cesión hasta el mes de enero. pero solo participó en 6 partidos oficiales (5 de Liga y 1 de Copa de la Liga). En enero regresó al Manchester City pero siguió sin entrar en el equipo.

### AEK Atenas
El 1 de febrero de 2016 llegó cedido al AEK Atenas de la Superliga de Grecia hasta final de temporada. Debutó recién llegado, el 4 de febrero, siendo titular en la victoria 0-1 frente a Iraklis en la Copa de Grecia. Participó en dos encuentros más en liga, pero una inoportuna lesión le impidió seguir jugando y debió ser operado en Inglaterra. A finales de mayo pudo volver y disputar su cuarto y último partido en Grecia, frente al Panionios. 

### Rayo Vallecano
En verano de 2016 siguió sin contar para el Manchester City, esta vez de Pep Guardiola, y a finales de agosto fue cedido al Rayo Vallecano de la Segunda División española. Debutó el 3 de septiembre en la derrota 3-0 frente a la UD Almería y siguió contando para el técnico Rubén Baraja durante todo el mes. En octubre solo disputó un partido de Copa, en noviembre volvió a entrar en el equipo pero en diciembre volvió a no contar en el equipo, por lo que en enero salió del club habiendo disputado 9 encuentros de liga y 2 de copa.

### Hellas Verona
En el mercado de invierno cambió de aires y fue cedido al Hellas Verona de la Serie B italiana, donde coincidió hasta final de temporada con su hermano Franco. El 21 de enero de 2017 tuvo sus primeros minutos frente a la Latina Calcio, y la siguiente jornada fue titular frente a la Salernitana.

### River Plate
En enero de 2018 River acordó el pase de Zuculini con Manchester City y Hellas Verona, por 3.250.000 euros (el 50% del pase, con otro 50% negociable).
Durante el primer semestre de 2018 alterna la titularidad en River, ostentando un crecimiento sostenido que lo ubicó durante el segundo tramo del año en un sitio destacado. El saldo para el jugador fue muy positivo, ya que además de recuperar su mejor forma obtiene 2 títulos con el conjunto millonario. Ambos ante el clásico rival, Boca Juniors: Supercopa Argentina 2018 y Libertadores de América 2018. Mientras tanto en lo que paso del 2019 consiguió en el club argentino la Recopa Sudamericana edición 2019.
El 7 de febrero de 2022 sufrió una importante lesión (rotura de Ligamento cruzado) que lo alejó de las canchas 187 días, haciéndole perder un total de 37 partidos 

### Regreso a Racing Club
El 7 de enero de 2024 regresa a Racing Club firmando un contrato de 2 años con opción a 1 año más. Se corona campeón de la Sudamericana 2024, habiendo jugado en buen nivel y entrando en la final desde el banco de suplentes. En febrero de 2025 logra alzarse con la Recopa Sudamericana, anotando un gol en el partido de vuelta contra Botafogo de Brasil.

## Selección nacional
Marcó el gol que le dio la victoria a Argentina sobre Perú por 2 a 1 en su segundo partido en el Campeonato Sudamericano Sub-20 de 2011. En el mismo torneo, pero en la fase final, anotó el gol del 2-0 ante Colombia. Jugó ocho encuentros para la selección juvenil, con dos tantos anotados.

### Participaciones con la selección
| Torneo                                 | Sede | Resultado     |
| -------------------------------------- | ---- | ------------- |
| Campeonato Sudamericano Sub-20 de 2011 | Perú | Tercer puesto |

## Estadísticas

### Clubes
| Racing Club Argentina |                     |                     |              |              |    |    |   |    |    |   |     |     |    |      |      |
| 1.ª | 2009-10             | 7                   | 0            | 0            | —  | —  | — | —  | —  | — | 7   | 0   | 0  | 0,00 |      |
| 1.ª | 2010-11             | 12                  | 0            | 1            | —  | —  | — | —  | —  | — | 12  | 0   | 1  | 0,00 |      |
| 1.ª | 2011-12             | 16                  | 1            | 0            | 4  | 0  | 0 | —  | —  | — | 20  | 1   | 0  | 0,05 |      |
| 1.ª | 2012-13             | 32                  | 5            | 1            | —  | —  | — | 2  | 0  | 0 | 34  | 5   | 1  | 0,15 |      |
| 1.ª | 2013-14             | 26                  | 4            | 0            | —  | —  | — | 2  | 0  | 0 | 28  | 4   | 0  | 0,14 |      |
| 1.ª | 2024                | 18                  | 0            | 1            | 13 | 1  | 2 | 12 | 0  | 0 | 43  | 1   | 3  | 0,02 |      |
| 1.ª | 2025                | 2                   | 0            | 2            | 0  | 0  | 0 | 2  | 1  | 0 | 4   | 1   | 2  | 0,25 |      |
| Total club | Total club          | 113                 | 10           | 5            | 16 | 1  | 2 | 18 | 1  | 0 | 147 | 12  | 7  | 0,08 |      |
| Manchester City Inglaterra |                     |                     |              |              |    |    |   |    |    |   |     |     |    |      |      |
| 1.ª | 2014-15             | —                   | —            | —            | 1  | 0  | 0 | —  | —  | — | 1   | 0   | 0  | 0,00 |      |
| Total club | Total club          | 0                   | 0            | 0            | 1  | 0  | 0 | 0  | 0  | 0 | 1   | 0   | 0  | 0,00 |      |
| Valencia CF · España |                     |                     |              |              |    |    |   |    |    |   |     |     |    |      |      |
| 1.ª | 2014-15             | 1                   | 0            | 0            | —  | —  | — | —  | —  | — | 1   | 0   | 0  | 0,00 |      |
| Total club | Total club          | 1                   | 0            | 0            | 0  | 0  | 0 | 0  | 0  | 0 | 1   | 0   | 0  | 0,00 |      |
| Córdoba CF · España |                     |                     |              |              |    |    |   |    |    |   |     |     |    |      |      |
| 1.ª | 2014-15             | 8                   | 0            | 0            | —  | —  | — | —  | —  | — | 8   | 0   | 0  | 0,00 |      |
| Total club | Total club          | 8                   | 0            | 0            | 0  | 0  | 0 | 0  | 0  | 0 | 8   | 0   | 0  | 0,00 |      |
| Middlesbrough Inglaterra |                     |                     |              |              |    |    |   |    |    |   |     |     |    |      |      |
| 2.ª | 2015-16             | 5                   | 0            | 0            | 1  | 0  | 0 | —  | —  | — | 6   | 0   | 0  | 0,00 |      |
| Total club | Total club          | 5                   | 0            | 0            | 1  | 0  | 0 | 0  | 0  | 0 | 6   | 0   | 0  | 0,00 |      |
| AEK Atenas · Grecia |                     |                     |              |              |    |    |   |    |    |   |     |     |    |      |      |
| 1.ª | 2015-16             | 3                   | 0            | 0            | 1  | 0  | 0 | —  | —  | — | 4   | 0   | 0  | 0,00 |      |
| Total club | Total club          | 3                   | 0            | 0            | 1  | 0  | 0 | 0  | 0  | 0 | 4   | 0   | 0  | 0,00 |      |
| Rayo Vallecano · España |                     |                     |              |              |    |    |   |    |    |   |     |     |    |      |      |
| 2.ª | 2016-17             | 9                   | 0            | 0            | 2  | 0  | 0 | —  | —  | — | 11  | 0   | 0  | 0,00 |      |
| Total club | Total club          | 9                   | 0            | 0            | 2  | 0  | 0 | 0  | 0  | 0 | 11  | 0   | 0  | 0,00 |      |
| Hellas Verona · Italia |                     |                     |              |              |    |    |   |    |    |   |     |     |    |      |      |
| 2.ª | 2016-17             | 16                  | 1            | 1            | —  | —  | — | —  | —  | — | 16  | 1   | 1  | 0,06 |      |
| 1.ª | 2017-18             | 16                  | 2            | 0            | 2  | 1  | 0 | —  | —  | — | 18  | 3   | 0  | 0,17 |      |
| Total club | Total club          | 32                  | 3            | 1            | 2  | 1  | 0 | 0  | 0  | 0 | 34  | 4   | 1  | 0,11 |      |
| River Plate Argentina |                     |                     |              |              |    |    |   |    |    |   |     |     |    |      |      |
| 1.ª | 2017-18             | 8                   | 0            | 0            | 1  | 0  | 0 | 2  | 0  | 0 | 11  | 0   | 0  | 0,00 |      |
| 1.ª | 2018-19             | 14                  | 0            | 0            | 4  | 0  | 0 | 10 | 1  | 1 | 28  | 1   | 1  | 0,03 |      |
| 1.ª | 2019-20             | 6                   | 0            | 0            | 0  | 0  | 0 | 2  | 0  | 0 | 8   | 0   | 0  | 0,00 |      |
| 1.ª | 2020                | Inexistentes        | Inexistentes | Inexistentes | 8  | 1  | 0 | 2  | 2  | 0 | 10  | 3   | 0  | 0,30 |      |
| 1.ª | 2021                | 20                  | 2            | 1            | 7  | 0  | 0 | 5  | 0  | 0 | 32  | 2   | 1  | 0,09 |      |
| 1.ª | 2022                | 12                  | 1            | 0            | 15 | 2  | 0 | 4  | 0  | 0 | 31  | 3   | 0  | 0,05 |      |
| 1.ª | 2023                | 1                   | 0            | 0            | 1  | 0  | 0 | 0  | 0  | 0 | 2   | 0   | 0  | 0,00 |      |
| Total club | Total club          | 60                  | 4            | 1            | 36 | 3  | 0 | 25 | 3  | 1 | 122 | 9   | 2  | 0,37 |      |
| Total en su carrera | Total en su carrera | Total en su carrera | 232          | 17           | 7  | 58 | 5 | 2  | 43 | 4 | 1   | 334 | 25 | 10   | 0,07 |
| (1) Las copas nacionales se refiere a la Copa Argentina, Copa Italia, FA Cup, Copa de Grecia, Copa del Rey, Supercopa Argentina, Copa Superliga y Copa Diego Armando Maradona. (2) Las copas internacionales se refiere a la Copa Libertadores, Copa Sudamericana, Mundial de Clubes y Recopa Sudamericana. (3) Media de goles por encuentro. No incluye goles en partidos amistosos. |                     |                     |              |              |    |    |   |    |    |   |     |     |    |      |      |

### Resumen estadístico
|                      | Partidos | Goles | Promedio | Asistencias | Promedio |
| -------------------- | -------- | ----- | -------- | ----------- | -------- |
| Liga                 | 212      | 17    | 0,07     | 4           | 0,01     |
| Copas Nacionales     | 58       | 5     | 0,07     | 2           | 0,00     |
| Copa Internacionales | 31       | 3     | 0,13     | 1           | 0,04     |
| TOTAL                | 302      | 24    | 0,08     | 7           | 0,01     |

## Palmarés

### Campeonatos  nacionales
| Título              | Equipo            | País      | Año     |
| ------------------- | ----------------- | --------- | ------- |
| Copa de Grecia      | AEK Atenas        | Grecia    | 2016    |
| Supercopa Argentina | C. A. River Plate | Argentina | 2017    |
| Copa Argentina      | C. A. River Plate | Argentina | 2018-19 |
| Supercopa Argentina | C. A. River Plate | Argentina | 2019    |
| Primera División    | C. A. River Plate | Argentina | 2021    |
| Trofeo de Campeones | C. A. River Plate | Argentina | 2021    |
| Primera División    | C. A. River Plate | Argentina | 2023    |
| Trofeo de Campeones | C. A. River Plate | Argentina | 2023    |

### Campeonatos  internacionales
| Título              | Equipo            | Sede           | Año  |
| ------------------- | ----------------- | -------------- | ---- |
| Copa Libertadores   | C. A. River Plate | Madrid         | 2018 |
| Recopa Sudamericana | C. A. River Plate | Buenos Aires   | 2019 |
| Copa Sudamericana   | Racing Club       | Asunción       | 2024 |
| Recopa Sudamericana | Racing Club       | Río de Janeiro | 2025 |